# Verdandi

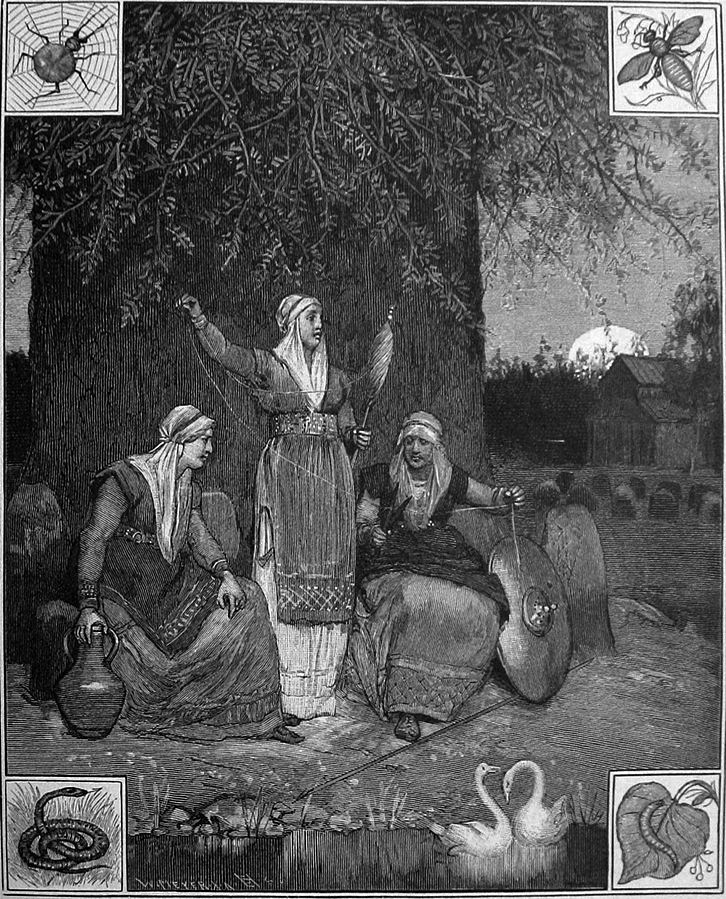
Les nornes filant els fils del destí sota el freixe Yggdrasil.

Verdandi és una de les tres nornes, associada habitualment al present. El seu nom deriva del verb "att verða" (esdevenir, succeir, estar per ocórrer), i vol dir literalment "el que està per passar"; en les llengües escandinaves modernes "i vardande" significa "el que està passant". És la més bella de les tres i la que decideix la longitud del fil que representa la vida de les persones (un motiu que també es troba a les parques romanes).